# スリヤー・ソー・プルンチット
スリヤー・ソー・プルンチット（Suriya Sor Ploenchit、1980年4月2日 - ）は、タイの元男子アマチュアボクサー、元ムエタイ選手。ナコーンラーチャシーマー県出身。アテネオリンピックのミドル級銅メダリスト。

## 来歴

### ムエタイ
2000年12月2日、タイで行われた『タイ国王生誕記念大会』で魔裟斗と対戦し、5回判定勝ち。
2001年5月20日、日本で土井広之と対戦し、5回判定勝ち。
2001年12月5日、タイで行われた『タイ国王生誕記念トーナメント』の準々決勝でジョン・ウェイン・パーに3回判定負け。
2004年3月4日、タイのラジャダムナン・スタジアムで行われた『S-1 世界選手権トーナメント』の準々決勝でジャン・スカボロスキー3回判定負け。

### アマチュアボクシング
2002年4月、キングス・カップにライトミドル級(71kg)で出場し、決勝でゲンナジー・ゴロフキンに勝利し優勝した。
2002年10月、韓国の釜山で開催されたアジア競技大会にライトミドル級(71kg)で出場し、決勝でゲンナジー・ゴロフキンに敗退。
2003年7月、タイのバンコクで開催された2003年世界ボクシング選手権大会にミドル級(75kg)で出場し、2回戦で敗退
。
2004年5月、パキスタンのカラチで行われたアテネオリンピック予選にミドル級(75kg)で出場し、準決勝で佐藤幸治に勝利するが決勝で敗退。
2004年8月、ギリシャのアテネで開催されたアテネオリンピックにミドル級(75kg)で出場し、準決勝でこの大会で金メダルを獲得するGaydarbek Gaydarbekovに敗退
。
2005年、キングス・カップに出場し、決勝で村田諒太に勝利し優勝。
2007年10月、アメリカのシカゴで開催された2007年世界ボクシング選手権大会にミドル級(75kg)で出場し、3回戦で敗退。
2011年9月、アゼルバイジャン共和国のバクーで開催された2011年世界ボクシング選手権大会にミドル級(75kg)で出場し、1回戦で敗退。